# Suzuki Bandit
La serie Suzuki Bandit es una familia de motocicletas fabricadas por Suzuki que vino a sustituir la línea GS a partir de 1989. Son motocicletas de tipo estándar-deportivo e incluyen los siguientes modelos:
- GSF250 , 248 cc refrigerada por líquido (1989-2000)
- GSF400, 398 cc refrigerada por líquido (1989-1997)
- GSF600, 599 cc SACS (1995-2004)
- GSF650, 656 cc SACS (2005-2006), 656 cc enfriada a líquido (2007-)
- GSF750, 748 cc SACS (1996-1999)
- GSF1200, 1,157 cc SACS (1996-2007)
- GSF1250, 1,255 cc refrigerada por líquido (2007-)

Todos los modelos tienen motor DOHC de 4 cilindros en línea con 4 válvulas por cilindro.
El motor puntiagudo de la GSF400 fue heredado de la GSX-R400 (tetracilíndrica pionera por ser la primera moto de producción en llevar chasis de aluminio)
con carburadores Mikuni de gran tamaño y el corte de revoluciones en 14,500, alcanzando los 59 CV en los modelos del 89 al 92. La GSF400 fue sin duda el modelo más transgresor y deportivo de la serie GSF, con un diseño que parecía inspirado en un estilo italiano, teniendo también en cuenta su relativo bajo peso. Tanto fue así que incluso hubo una versión con distribución variable (VC), y todas las versiones contaban con doble disco de freno delantero en el mercado japonés, algo notable para esa cilindrada. Seguramente fue la primera naked salida de fábrica (1989) que comenzó el camino de la popularización de dicho estilo, antes de que la Ducati Monster hiciera lo propio también en Europa ya en 1993.
El motor de la GSF600 está basado en el motor de la GSX-F 600, ajustado para dar un mayor par-motor en revoluciones medias, aunque más contenido en altas.
El motor de la GSF1200 es una versión de pistones de mayor diámetro del motor de la GSXR1100, también calibrado para dar un mayor torque en las velocidades medias del motor. 
Los modelos GSF650 y GSF1250 usan un nuevo motor de inyección de combustible, enfriado por líquido. El de la GSF1250 tiene un disco de balance adicional para ayudar a reducir las vibraciones del motor. En algunos mercados, incluyendo GB, Suzuki le quitó el nombre Bandit al modelo GSF1250.
Las versiones 'S' tienen medios carenados, y comenzando el modelo 2000, tienen también doble faro frontal. Las versiones 'N' son sin carenado (naked) con faro frontal único. La disponibilidad de las distintas versiones dependía del país y año.
La línea de motocicletas Bandit se ha ganado la reputación de ser motocicletas de corte "rebelde", tanto por el nombre (bandido) como por el tipo de motocicleta transgresora en su momento. Sin embargo, con las más recientes revisiones la línea se ha encaminado a una imagen de motocicleta deportiva turística.  La GSF1200 aún se mantiene popular para caballitos y otras acrobacias, y es usada en escuelas de acrobacias.